# Апраксин, Степан Фёдорович (1792)
Граф Степа́н Фёдорович Апра́ксин (30 июля 1792 — 17 (29) мая 1862) — генерал от кавалерии, командир Кавалергардского полка; владелец Апраксина двора, потомок графа А. М. Апраксина.

## Биография
Сын полковника Фёдора Матвеевича Апраксина (1765—1796) и Елизаветы Алексеевны Безобразовой (1761—1834). В двенадцать лет поступил в Кавалергардский полк юнкером, 20 сентября 1808 года был произведён в корнеты и затем через 2 года — в поручики. В Отечественной войне 1812 года не участвовал, а находился в конвое при главной квартире Его Величества.
С началом заграничного похода Апраксин вернулся в свой Кавалергардский полк и принял с ним участие в сражениях при Кульме, Лейпциге, Фер-Шампенуазе и под стенами Парижа. Произведённый по возвращении в Россию в ротмистры (1816 год) и затем в полковники (1818 год), Апраксин был пожалован через год флигель-адъютантом к Его Императорскому Величеству и в этом звании 6 августа 1824 года был назначен командиром Кавалергардского полка.
Масон, был посвящён в 1816 году в петербургской ложе «Трёх добродетелей».
14 декабря 1825 года Кавалергардский полк, благодаря Апраксину, принёс присягу императору Николаю и атаковал мятежников на Дворцовой площади. На следующий же день Апраксин был произведён в генерал-майоры; 5 сентября 1830 года он был назначен генерал-адъютантом Его Императорского Величества с оставлением командиром Кавалергардского полка, во главе которого он выступил в 1831 году в поход против польских мятежников и участвовал в сражениях с ними при реке Нареве, при Якаце и под Варшавой.
Время командования графом Апраксиным Кавалергардским полком совпало со временем упадка полка в строевом отношении. Одной из причин недовольства командиром кавалергардов являлись слухи, будто любовницы-польки выведывали у Апраксина сведения о предстоящих операциях русской армии. В 1833 году Апраксин был устранён от командования, а на его место был назначен Р. Гринвальд. Приёмка хозяйственной части полка замедлилась вследствие того, что значительная часть конского состава оказалась по старости лет подлежавшей давно выранжированию.
Получив от императора несколько тысяч рублей, 25 июня 1833 года Апраксин был назначен командующим гвардейской кирасирской дивизией и 6 декабря того же года произведён в генерал-лейтенанты. В 1843 году Апраксин был произведён в генералы от кавалерии, а 9 мая
1844 года назначен состоять при императрице Александре Федоровне. После её кончины, Апраксин состоял при императрице Марии Александровне и 22 января 1862 года был назначен председателем комитета о раненых.

Заслужив расположение и доверие Николая I, Апраксин был постоянным партнёром императора за карточным столом. В игре он проявлял большую строптивость и однажды позволил себе сделать выговор монарху, сказав: «Так играть, ваше величество, невозможно! Ничего нет удивительного, что вы постоянно проигрываете, а с вами и партнёры». По отзывам современников, Апраксин был непривлекателен, некрасив и докучлив, но обладал определённой изысканностью осанки и манер. А. О. Смирнова называла его большим болваном и глупцом. При этом им часто увлекались женщины, в 1833 году Д. Фикельмон замечала:
Говорят, что никто не умеет любить так, как он! Сейчас он совершенно пленил Сесиль, доселе столь разумную мать семейства, и мадам Завадовскую, самую красивую женщину Петербурга!
Скончался 17 мая 1862 года от карбункула и был похоронен в Сергиевской пустыни.
Был владельцем большого состояния, в том числе Апраксина двора в Санкт-Петербурге, сгоревшего вскоре после смерти графа — 25 мая 1862 года.

## Семья

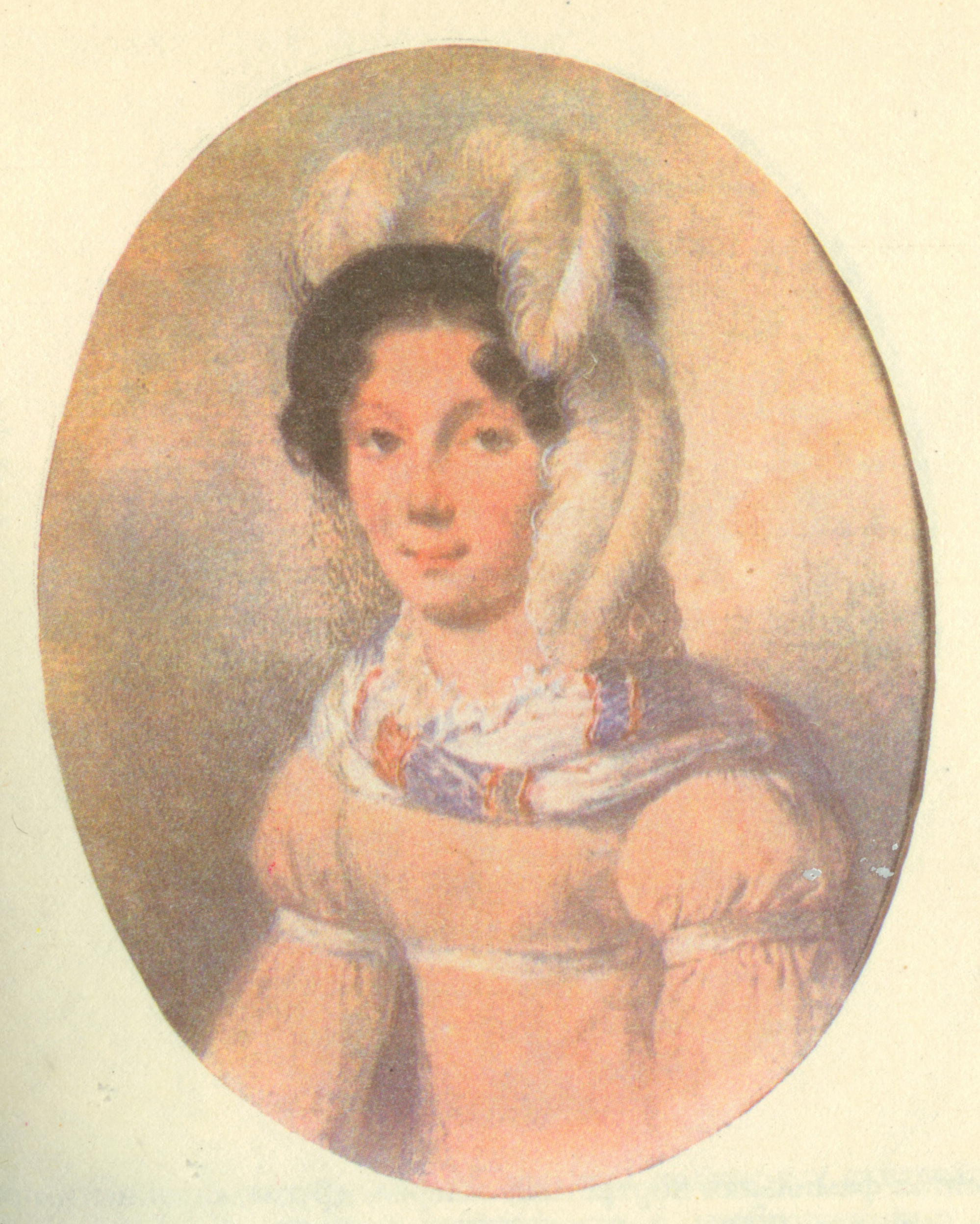
Елена Антоновна Апраксина

Жена (с 11 февраля 1816 года) — герцогиня Елена Антоновна Серра-Каприола (1794—22.11.1820), дочь неаполитанского дипломата герцога Антонио Серра-де-Каприола (1750—1822) и княжны Анны Александровны Вяземской (1770—1840); внучка генерал-прокурора Сената князя А. А. Вяземского. По отзыву современника, графиня Апраксина была милая и добродушная женщина. Умерла от горячки после родов четвёртого ребёнка и, по словам А. Булгакова, «её смерть всех поразила, но она была виновата сама, родив очень хорошо, две недели спустя простудилась». В браке родились:
- Фёдор Степанович (10.11.1816—27.09.1858), гвардии штабс-капитан, был женат на княжне Александре Васильевне Трубецкой (1827—1905), дочери князя В. С. Трубецкого, во второй браке была за секретарем посольства короля бельгийского де Бошем. Умер в Париже.
- Антон Степанович (1817—1899), генерал-лейтенант, владельцем Апраксина двора, был известен как один из первых военных журналистов и практиков воздухоплавания. Женился поздно на Марии Дмитриевне Рахмановой (1845—1932). После революции графиня Апраксина с сыном Степаном (1869—1930) жили в эмиграции.
- Елена Степановна (1819—11.09.1914), фрейлина.
- Елизавета Степановна (01.11.1820[11]—1900), крещена 30 декабря 1820 года в церкви Св. апостола Павла при больнице для бедных при восприемстве дяди Николая Серракаприола и бабушки графини Елизаветы Алексеевны Апраксиной; фрейлина.

## Награды
российские:
- Орден Святого Владимира 4 ст. с бантом (1813)
- Св. Анны 2 ст. (13.03.1814)
- Орден Святого Владимира 3 ст. (22.08.1825)
- Св. Георгия 4 ст. за 25 лет службы (19.12.1829)
- Орден Святой Анны 1 ст. (21.04.1829); императорская корона к ордену (18.10.1831)
- Польский знак отличия «За военное достоинство» 2 ст. (1831)
- Орден Святого Владимира 2 ст. (06.12.1835)
- Белого орла (06.12.1837)
- Орден Святого Александра Невского (21.04.1846)
- Знак отличия за XL лет беспорочной службы (1849)
- Орден Святого Владимира 1 ст. (1855)
- Орден Святого Андрея Первозванного (1860)

иностранные:
- Прусский орден Святого Иоанна Иерусалимского
- Прусский Кульмский крест (1813)
- Неаполитанский Константиновский орден Святого Георгия 1 ст. (1816)
- Нидерландский орден Льва 1 ст. (1840)
- Прусский Орден Красного Орла 1 кл. (1842)
- Бриллиантовые знаки к прусскому ордену Красного Орла 1 кл. (1845)
- Сардинский орден Святых Маврикия и Лазаря 1 ст. (1845)
- Неаполитанский орден Святого Януария (1845)
- Вюртембергский орден Короны 1 ст. (1846)
- Гессен-Дармштадтский орден Людвига 1 ст. (1853)